# Поляница-Здруй
Поляни́ца-Здруй (пол. Polanica-Zdrój, нем. Altheide-Bad) — город в Польше, входит в Нижнесилезское воеводство, Клодзский повят. Имеет статус городской гмины. Занимает площадь 17,22 км². Население 6663 человек (на 2013 год).

## История
Впервые упоминается в 1347 как Хайде. В то время населённый пункт входил в состав Священной Римской империи и принадлежал роду Глаубиц.
В 1645 году во время Тридцатилетней войны город был уничтожен шведскими войсками.
В 1742 году город вошёл в состав королевства Пруссия. В XIX веке город рос и развивался быстрыми темпами. В 1890 году в городе появилась железная дорога, соединившая его с Глацем. В 1945 году по итогам Второй Мировой войны город вошёл в состав Польши.

## Фотографии

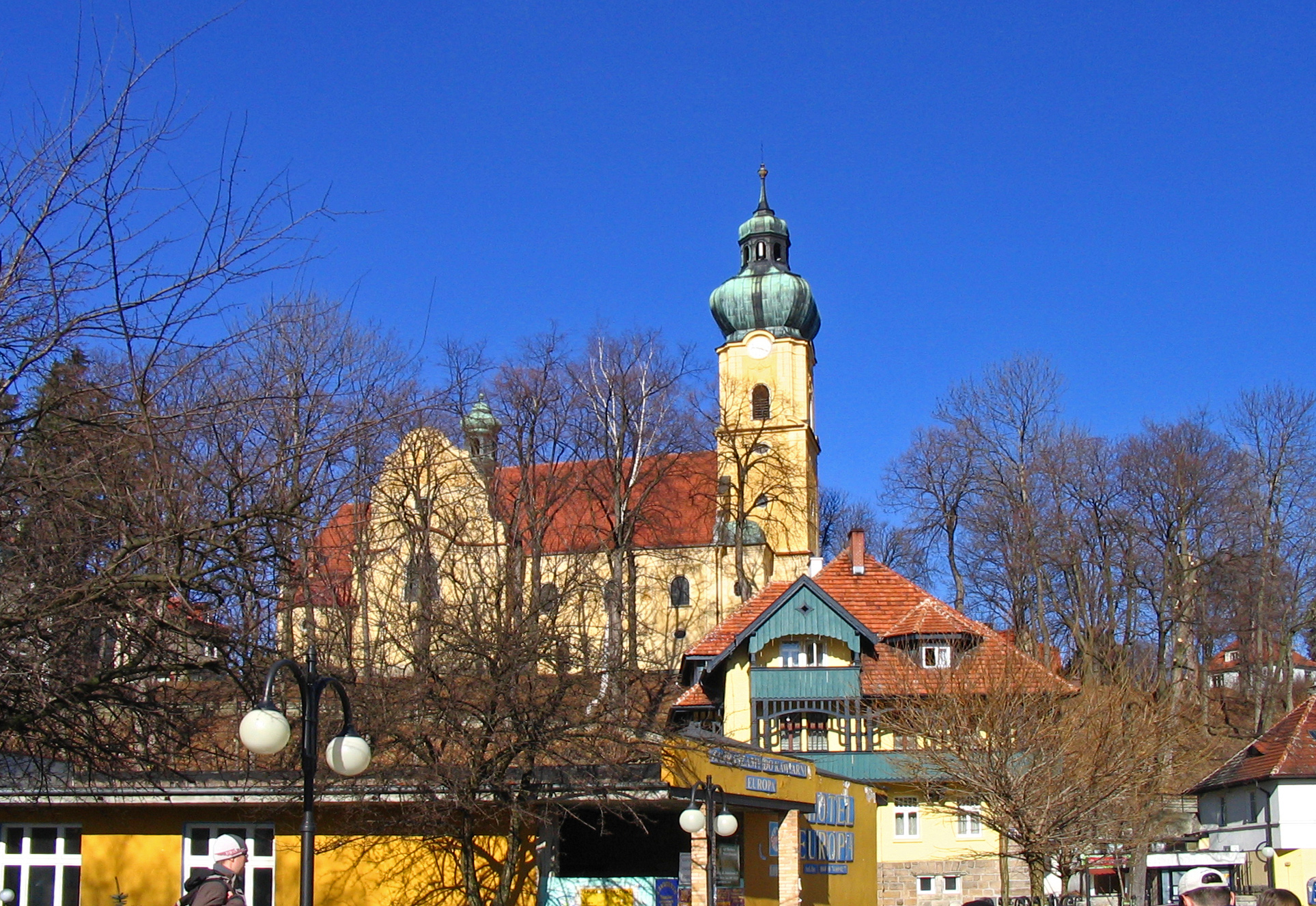
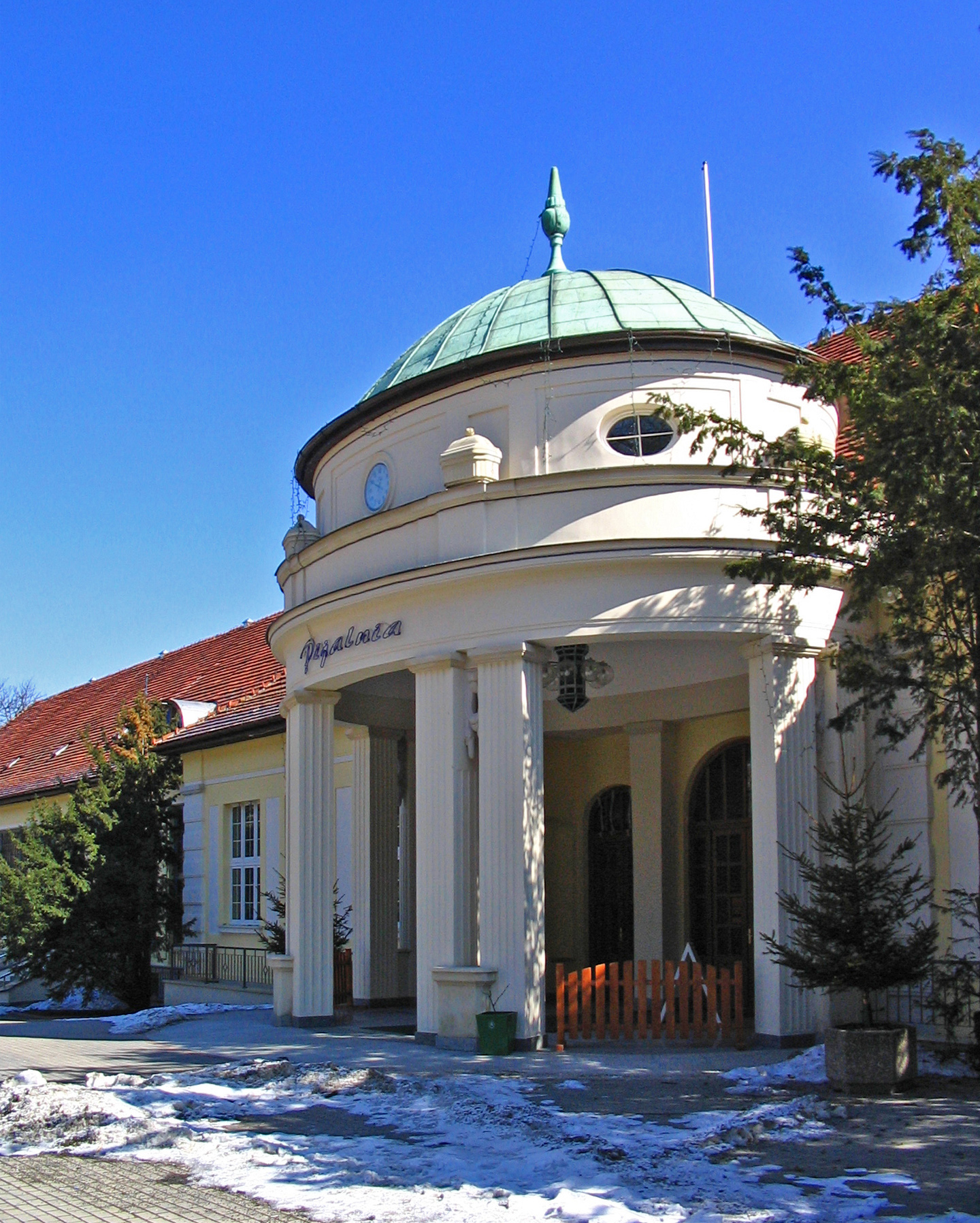
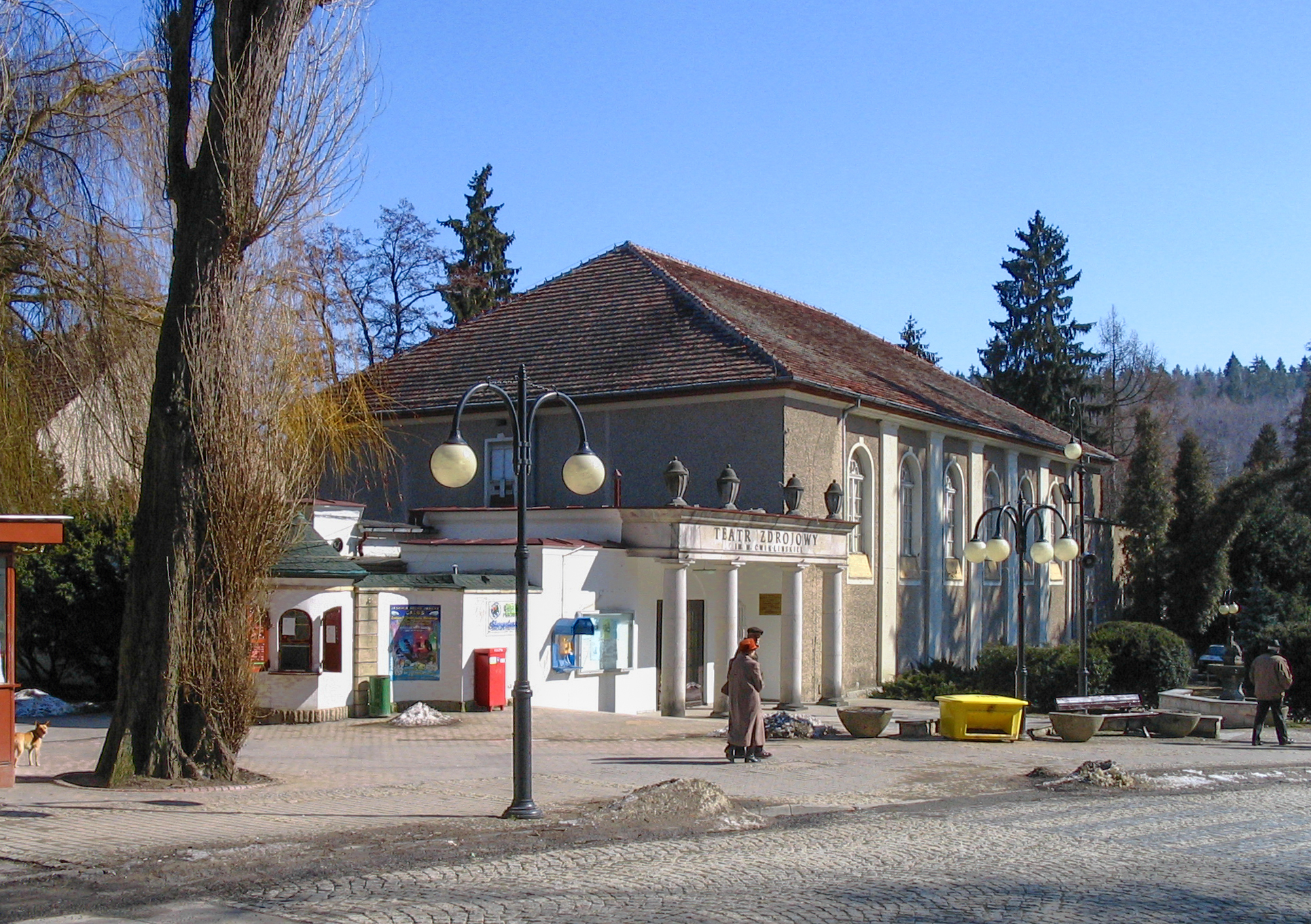

## Население
| Год  | Население |
| ---- | --------- |
| 1787 | 443       |
| 1816 | 490       |
| 1880 | 527       |
| 1910 | 1538      |
| 1933 | 1831      |
| 1950 | 4482      |
| 1960 | 6514      |
| 1970 | 6943      |
| 1978 | 7399      |